# Ophioglossum bucharicum
Ophioglossum bucharicum är en låsbräkenväxtart som först beskrevs av O. och B. Fedtsch., och fick sitt nu gällande namn av O. och B. Fedtsch. Ophioglossum bucharicum ingår i släktet ormtungor, och familjen låsbräkenväxter. Inga underarter finns listade i Catalogue of Life.